# 北川塔
北川塔，又名北山塔，位于云南省大理州大理市满江街道红山村委会红山村，波罗江东岸，大理水泥集团西南侧。始建于明，清雍正五年（1727年）重修，光绪三十一年（1905年）及民国初年（1912年）大修。2023年前后当地政府进行维修。
北川塔为七级密檐式空心砖塔，通高17.6米，方形塔座边长6.75米、高0.5米。第一层塔身宽3.2米，高4.0米，其余各层逐级收分，但二至五层收分不明显。第二层及以上各高1.2米，四面为券顶窗洞。塔檐为五层砖叠砌，高度均为0.65米，出檐约0.35米。塔刹为葫芦形，现存为补配。最下层塔身南北两面镶嵌有大理石碑刻，北面为清雍正六年《修复北川古塔序》（赵州知州徐树闳撰），南面为清光绪三十一年《重修北川塔记》及民国初年重修碑记。
塔桥位于北川塔西南47米处，横跨波罗江，为单孔石拱桥，建于明。桥长10.1米，宽4.7米，孔径6.1米，石板护栏高60厘米。
北川塔是一座风水塔，建以镇波罗江水患。每年农历六月十六当地有白塔会。
1985年9月，公布为第一批大理市文物保护单位。2020年9月17日，公布为第七批大理州文物保护单位。

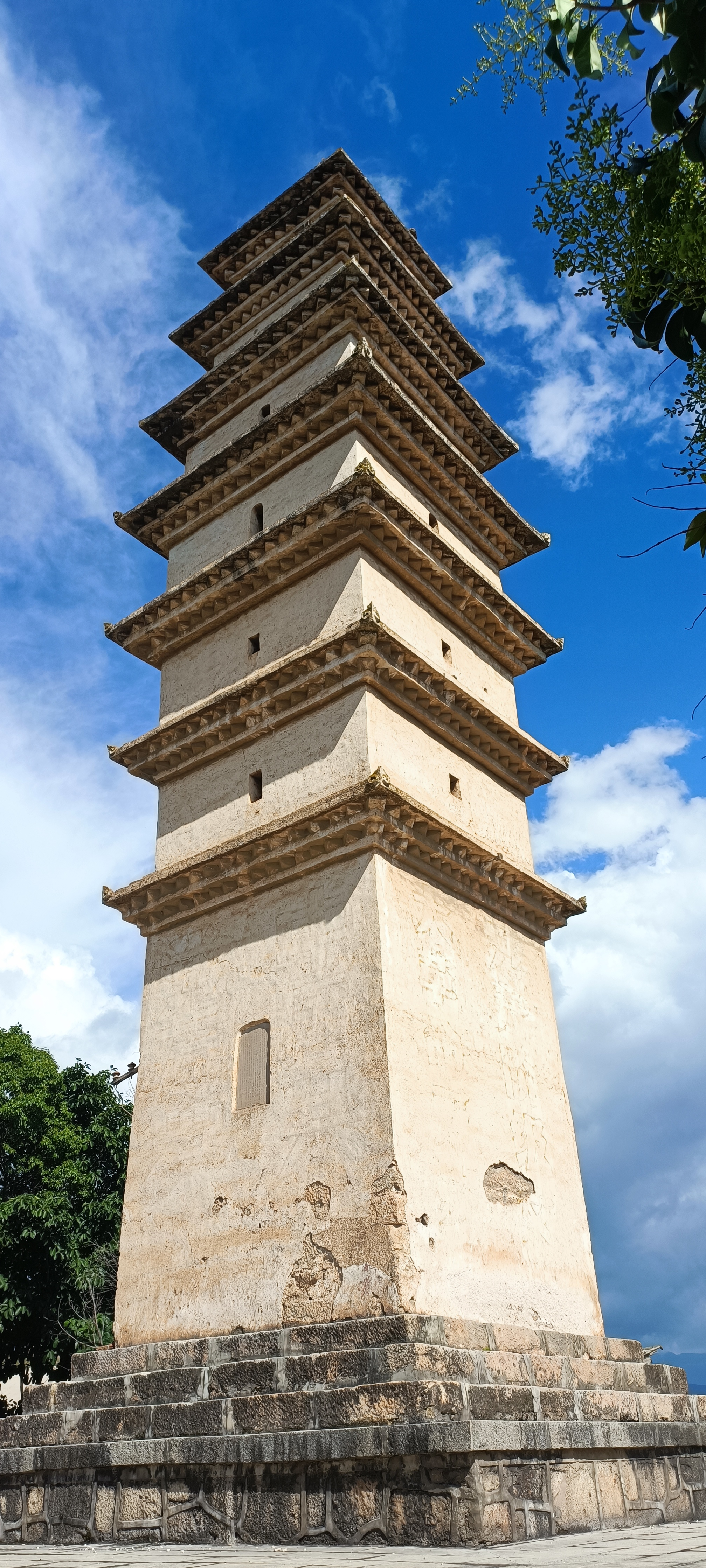
西面及北面，可见“文革”标语痕迹
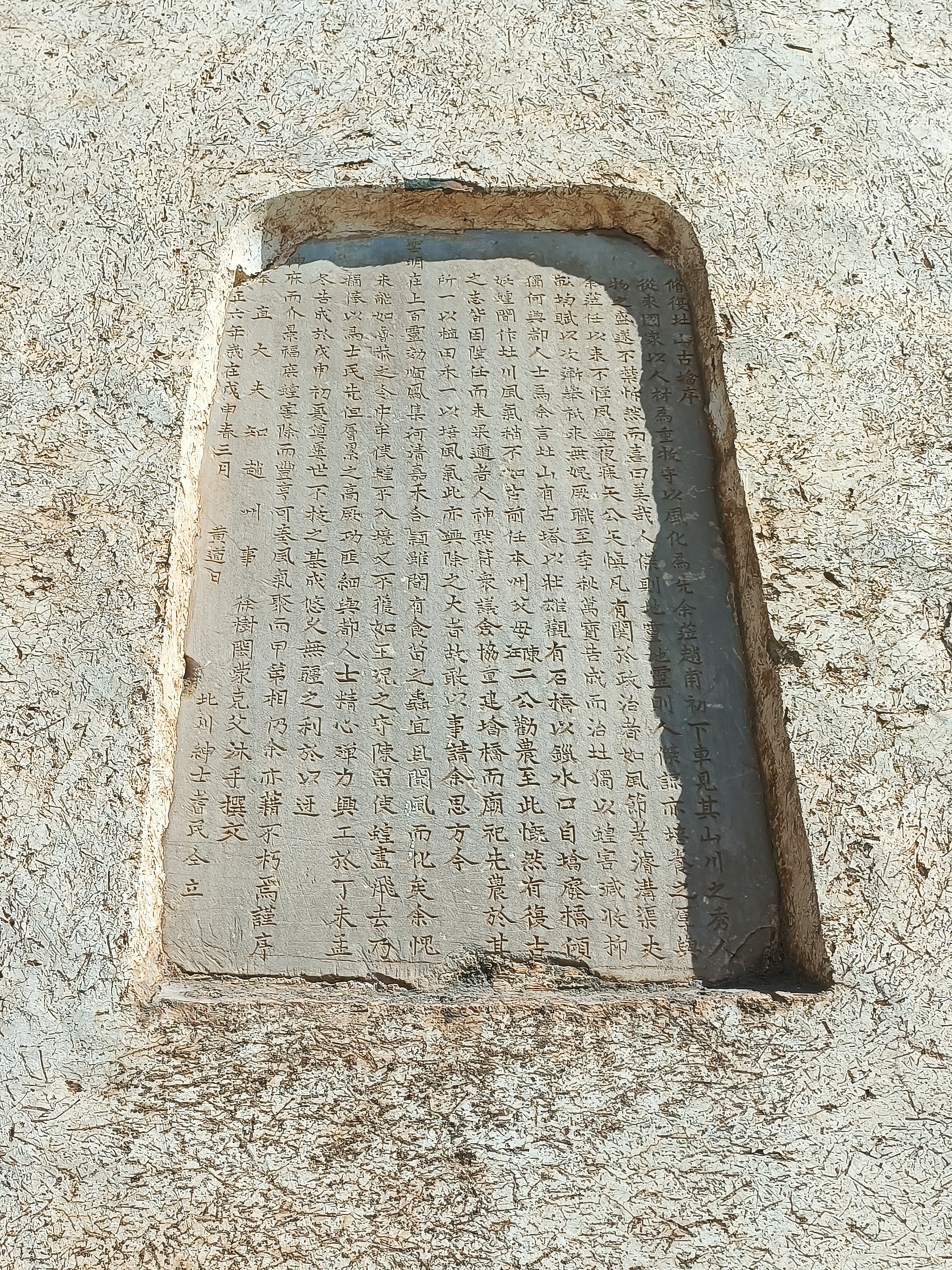
北面的《修复北山古塔序》
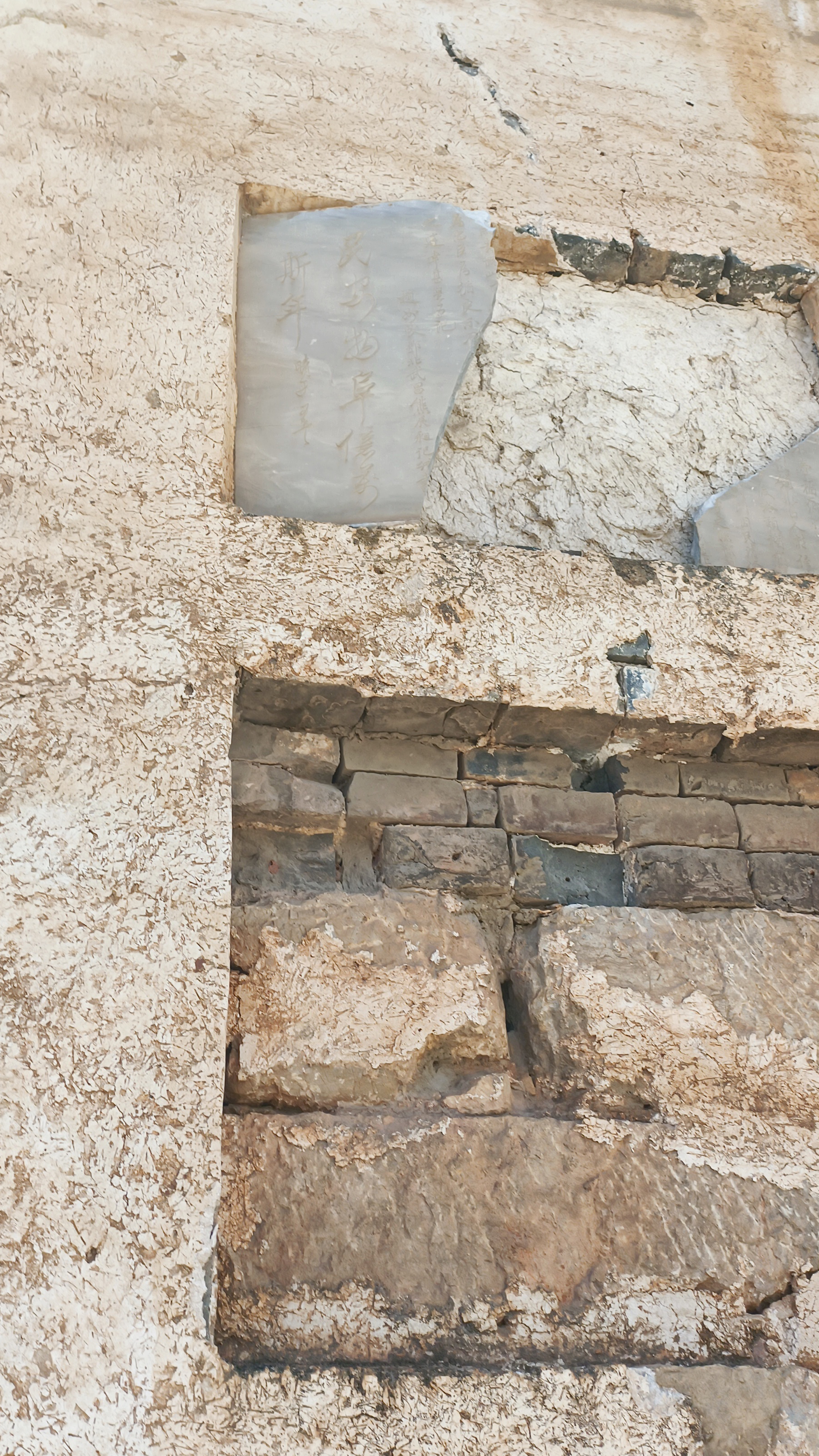
南面两碑现状
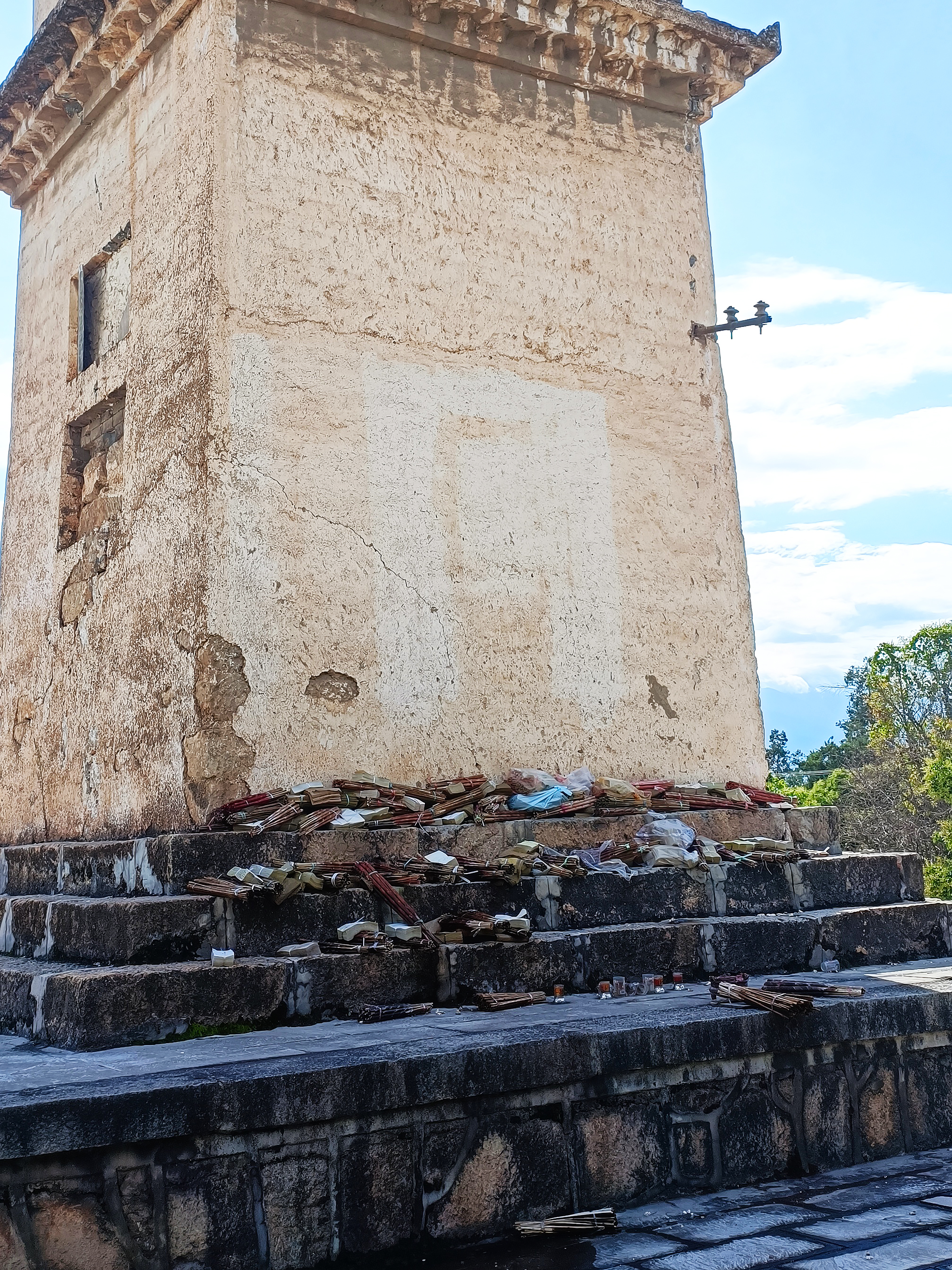
东侧有当地村民祭拜的香纸